# Schaezlerpalais

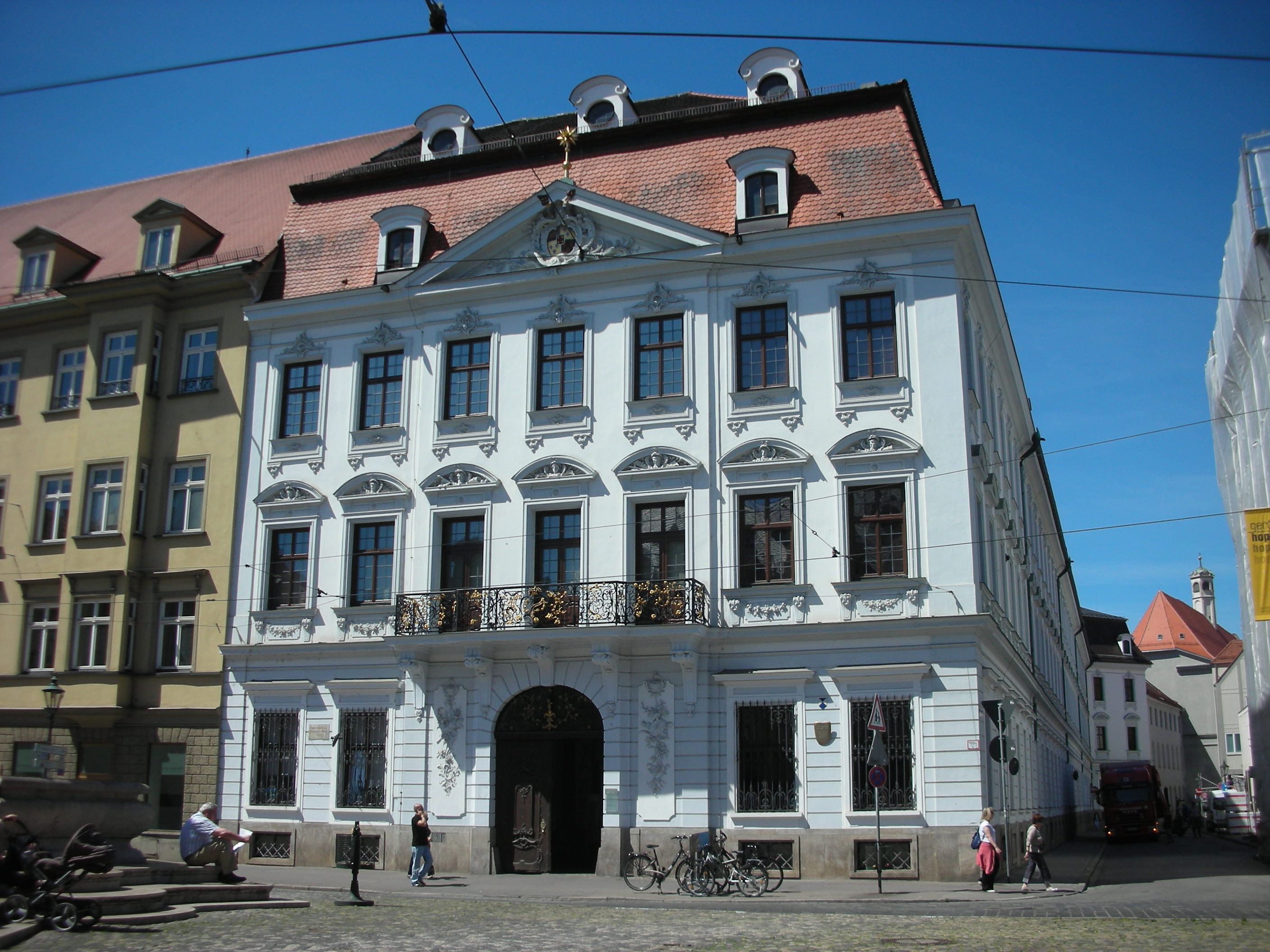
Das Schaezlerpalais in der Maximilianstraße

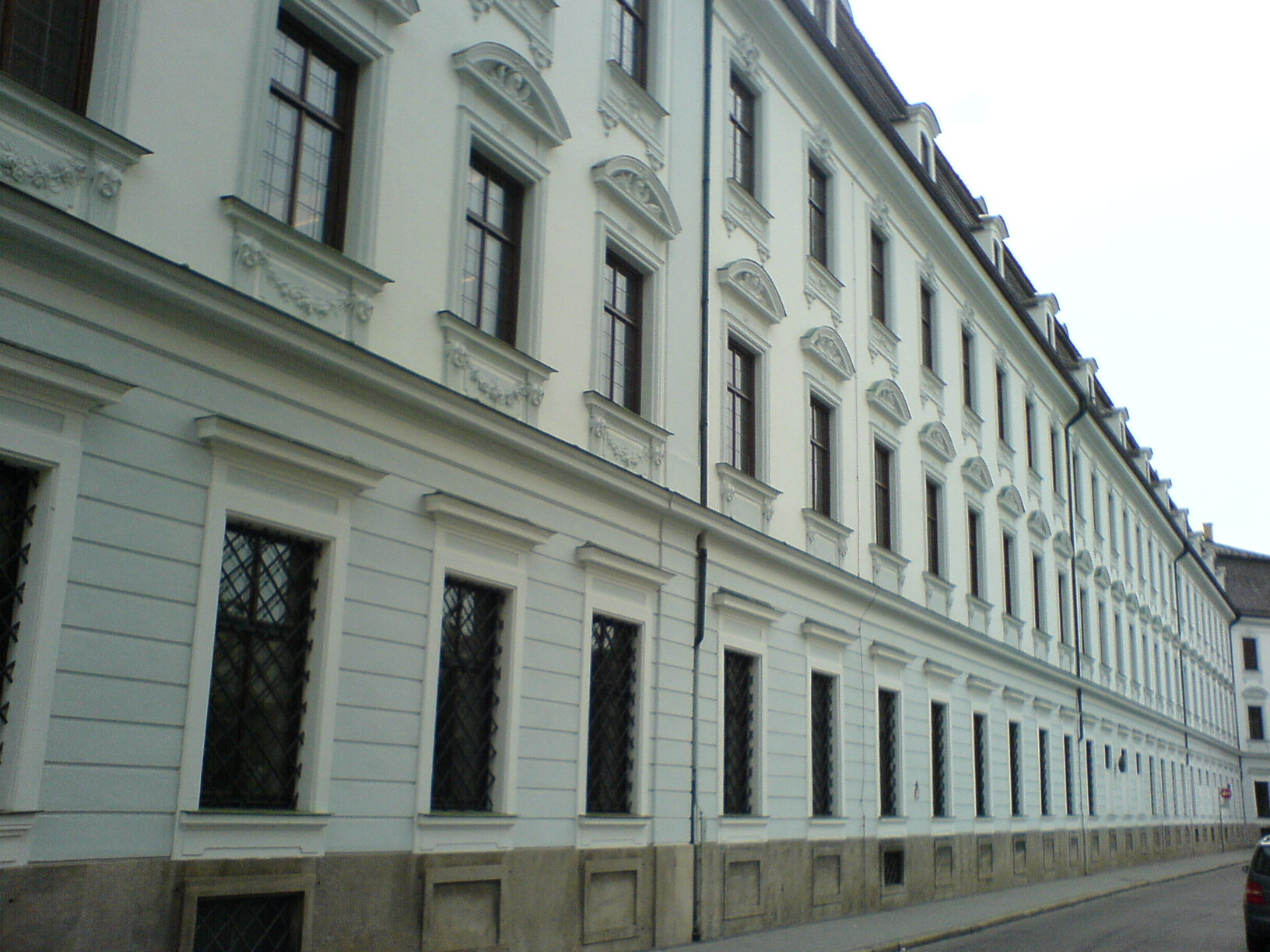
Ausschnitt der über 100 Meter langen Gebäudefassade in der Katharinengasse.

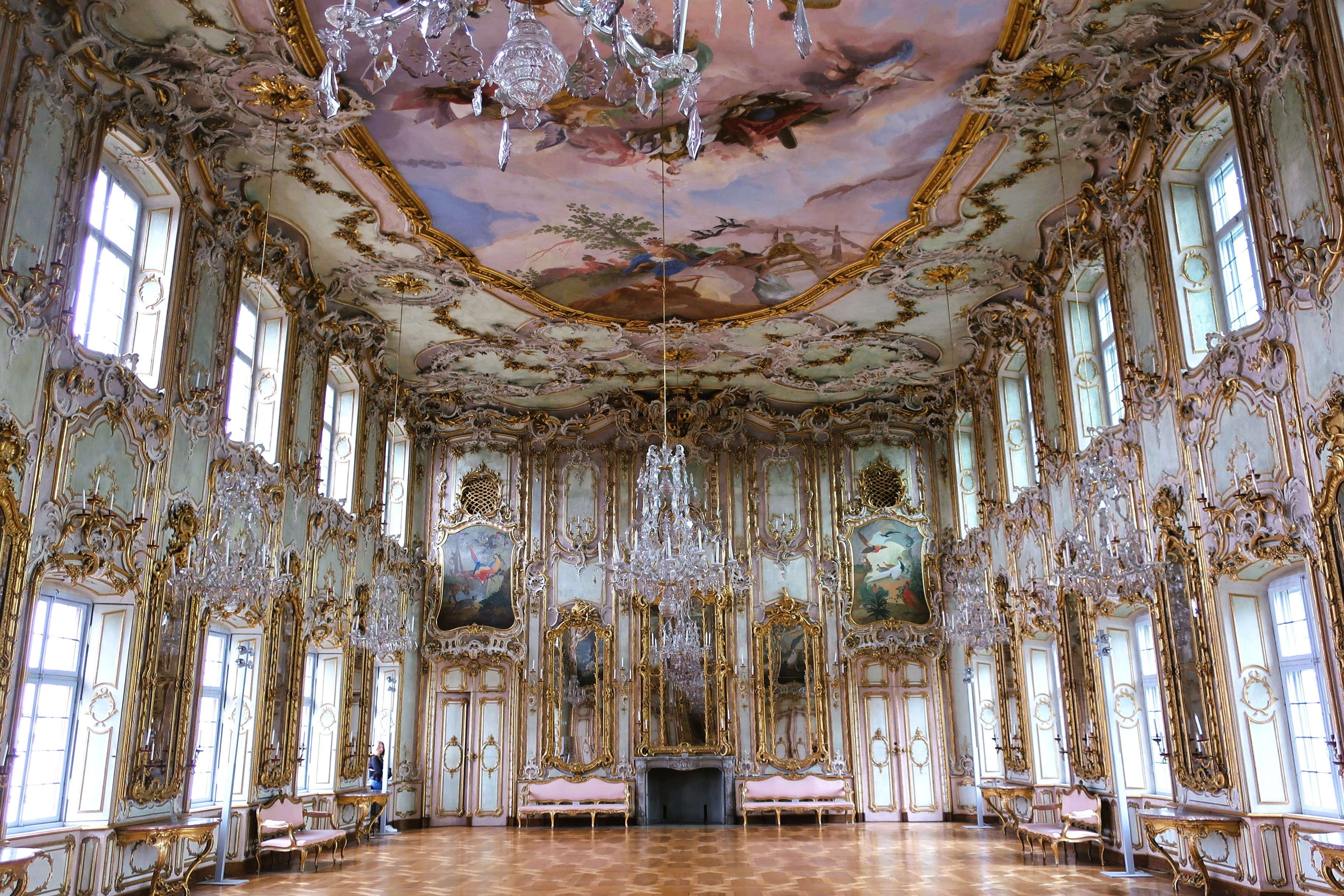
Festsaal

Das Augsburger Schaezlerpalais beherbergt städtische und staatliche Kunstsammlungen. Es liegt am Herkulesbrunnen und war früher das Stadtpalais des Bankiers Benedikt Adam Freiherr von Liebert, Edler von Liebenhofen. Seine zur Maximilianstraße weisende Gebäudefassade ist mit 19 Meter wesentlich schmäler als die an der Katharinengasse entlang verlaufende Hausfront von 107 Meter.

## Geschichte
Schon im Jahr 1346 wurde an dieser Stelle ein Gebäude erwähnt. 1499 kam es zu einem Neubau mit Erker und Loggia, den der Kaiserliche Rat Philipp Adler in Auftrag gab. Der spätere Kaiser Maximilian I. nahm mehrmals Quartier in diesem Haus. Adlers Tochter Anna ehelichte Franz Welser und gebar beider Tochter Philippine Welser. Ihr Geburtshaus wurde nach und nach Besitz der örtlichen Geschlechter der Welser, Rehlingen, Sulzer und Stetten.
1764 erwarb der Bankier Benedikt Adam Liebert das Gebäude von David von Stetten. Die Lieberts waren 1733 nach Augsburg und im Silberhandel zu Vermögen gekommen. 1763 war Johann Adam Liebert, der Vater Benedikt Adams, als „Edler von Liebenhofen“ in den erblichen Reichsadelsstand und das Augsburger Patriziat erhoben worden. Ein standesgemäßes Logis war nun erforderlich. Das gekaufte Haus wurde ab 1765 durch einen Neubau ersetzt. Dieses Rokoko-Palais entstand nach Plänen des Münchner Hofbaumeisters Karl Albert von Lespilliez. Die Baumaßnahmen dauerten viereinhalb Jahre.
Besonders prächtig gerieten die Innenräume. Die glanzvolle Einweihung fand am 28. April 1770 statt. „Stargast“ war die 14-jährige Marie-Antoinette, die sich auf ihrer Brautfahrt nach Versailles befand und eine Zwischenstation in Augsburg machte. Im zweigeschossigen Festsaal tanzte die dem französischen Dauphin und späteren König Ludwig XVI. versprochene jüngste Tochter der Kaiserin Maria Theresia der Legende nach ein Paar roter Schuhe durch.
Die reich geschnitzten Wandvertäfelungen des Saales stammen von Placidus Verhelst. Franz Xaver Feichtmayr d. J. war für die üppigen Stuckaturen verantwortlich. Das Deckengemälde mit dem Motiv „Merkur und der Welthandel“ gestaltete im Jahr 1767 Gregorio Guglielmi. Der Maler schmückte auch das Treppenhaus des Palais.

Der rekonstruierte Rokoko-Garten des Palais

1808 besuchte König Maximilian I. Joseph einen festlichen Ball im Liebertschen Palais anlässlich einer Durchreise nach München. Von Zeit zu Zeit öffnete Liebert seinen Saal auch für öffentliche Konzerte.
Lieberts Tochter Marianna Barbara ging mit dem aus Ansbach stammenden Unternehmer Johann Lorenz Schaezler die Ehe ein. Dieser wurde 1821 zum Freiherrn erhoben und erwarb von den Verwandten seiner Frau alle Besitzanteile am Anwesen. Der Stadtpalast wurde von der Augsburger Bankiersfamilie von Schaezler sodann vier Generationen lang bewohnt und instand gehalten. Er überstand den Zweiten Weltkrieg ohne größere Schäden. Am 4. Oktober 1958 schenkte Wolfgang Freiherr von Schaezler zum Gedenken an seine im Krieg gefallenen Söhne das Gebäude der Stadt Augsburg mit der Auflage, es niemals zu veräußern und ausschließlich für kulturelle Zwecke zu nutzen. Um den Unterhalt des Gebäudes dauerhaft zu sichern, übergab Wolfgang von Schaezler zudem 138 Hektar Wald an die Stadt Augsburg.
Seit 1951 haben (anfangs mietweise) die städtischen Kunstsammlungen dort ihren Standort. Zur in der angrenzenden früheren Katharinenkirche untergebrachten Staatsgalerie gelangt man über das Schaezlerpalais.
Das Palais wurde nach umfangreichen Sanierungsmaßnahmen am 4. Februar 2006 (die Renovierung begann Anfang 2004) wiedereröffnet.

## Nutzung
- Die Deutsche Barockgalerie, die süddeutsche Malerei im 17. und 18. Jahrhundert sammelt und dem Publikum präsentiert, ist im ersten Stock des Schaezlerpalais untergebracht.
- Die Karl und Magdalene Haberstock-Stiftung mit Gemälden von bedeutenden Barock-Künstlern wie Paolo Veronese, Canaletto, Anthonis van Dyck und Giovanni Battista Tiepolo wurde ebenso wie Räume für diverse Sonderausstellungen im zweiten Stock des Schaezlerpalais eingerichtet.
- Die Staatsgalerie Altdeutsche Meister (in Räumen des früheren Katharinenklosters) umfasst Gemälde schwäbischer und süddeutscher Meister des 15. und 16. Jahrhunderts (darunter Albrecht Dürers berühmtes Fugger-Porträt).
- Arbeiten zeitgenössischer Künstler sind in der benachbarten Neuen Galerie im Höhmannhaus sowie dem erst im Mai 2006 eröffneten H2 – Zentrum für Gegenwartskunst zu sehen.